# Бенгалуру (футбольний клуб)
ФК «Бенгалуру» (англ. Bengaluru Football Club) — індійський футбольний клуб з однойменного міста штату Карнатака, заснований у 2013 році. Виступає в Суперлізі. Домашні матчі приймає на стадіоні «Срі Кантірава Стедіум», місткістю 25 810 глядачів.

## Досягнення
- І-Ліга
  - Чемпіон: 2013–14, 2015–16
  - Фіналіст: 2014–15
- Індійська суперліга
  - Чемпіон: 2018–19
  - Фіналіст: 2017–18
- Кубок Федерації
  - Володар: 2014–15, 2016–17
- Супер Кубок
  - Володар: 2018
- Кубок АФК
  - Фіналіст: 2015–16.